# شیر کوچک
شیر کوچک معادل عربی: اسد الاصغر که معادل لاتین آن LMi می‌باشد و مساحت آن ۲۳۲ درجه مربع است.

## افسانه
این یکی از چند صورت فلکی قرن‌های اخیر است که برای پر کردن بخشی از آسمان شمالی که در یونانی به اسم بی‌شکل‌ها معروف بوده به وجودآمده است. تصور می‌شود که در نزد اعراب باستان ٬نشان دهنده غزال بوده‌است.

## ستاره‌ها
ستاره ۴۶ شیر کوچک ٬درخشانترین ستراه از این صورت فلکی با قدر ۳٫۸ است. طیف مخصوص آن در گروه K0 III-IV و به فاصله ۷۵ سال نوری است. ضمناً ستاره بتا با قدر ۴۲ به عنوان دومین ستاره درخشان در صورت فلکی شیر کوچک ست. نوع طیف آن G8 III-IV و در فاصله ۱۰۰ سال نوری تا زمین می‌باشد.

## صور فلکی همسایه
1. دب اکبر
2. سیاه‌گوش
3. گیسوی برنیکه
4. اسد
5. دوپیکر